# Dryas incisa
Dryas incisa là loài thực vật có hoa trong họ Hoa hồng. Loài này được Juz. mô tả khoa học đầu tiên năm 1929.